# Ipeľský Sokolec
Ipeľský Sokolec (Hongaars: Ipolyszakállos) is een Slowaakse gemeente in de regio Nitra, en maakt deel uit van het district Levice.
Ipeľský Sokolec telt 880 inwoners.